# Zoco El Sebt de Uadras
Zoco El Sebt de Uadras (en árabe: سوق اقديم‎, en lenguas bereberes: ⵙⵓⵇ ⵇⴷⵉⵎ, en francés: Souk Kdim) es un municipio marroquí en la región de Tánger-Tetuán-Alhucemas. Desde 1912 hasta 1956 perteneció a la zona norte del Protectorado español de Marruecos.